# Dorysthenes rostratus
Dorysthenes rostratus är en skalbaggsart som först beskrevs av Fabricius 1793.  Dorysthenes rostratus ingår i släktet Dorysthenes och familjen långhorningar. Inga underarter finns listade i Catalogue of Life.